# Кудаш (Татарстан)
Кудаш (тат. Кодаш) — деревня в Высокогорском районе Республики Татарстан, в составе Айбашского сельского поселения.

## География
Деревня находится в бассейне реки Ашит, в 47 км к северо-западу от районного центра — посёлка Высокая Гора.
На северо-восточной окраине деревни находится озеро Кудаш.

## История
Основание деревни относят ко второй половине XVII века.
В сословном плане, в XVIII веке и вплоть до 1860-х годов, жителей деревни причисляли к  государственным крестьянам. Их основные занятия в этот период – земледелие и скотоводство, были распространены пчеловодство, мельничный и портняжный промыслы, изготовление галош к ичигам и мочальных верёвок.
В «Списке населенных мест по сведениям 1859 года», изданном в 1866 году, населённый пункт упомянут как казённая деревня Кудаш 3-го стана Казанского уезда Казанской губернии. Располагалась при безымянном ключе, по правую сторону торгового Галицкого тракта, в 40 верстах от губернского города Казани и в 19 верстах от становой квартиры в казённой деревне Верхние Верески. В деревне в 42 дворах жили 311 человек (151 мужчина и 160 женщин). Была мечеть.
В начале XX века в деревне действовали мечеть (построена в 1857 г.), медресе, 2 мелочные лавки. В этот период земельный надел сельской общины составлял 768,5 десятины.
До 1920 года деревня входила в Студёно-Ключинскую волость Казанского уезда Казанской губернии. С 1920 года в составе Арского кантона ТАССР. С 10 августа 1930 года в Дубъязском, с 1 февраля 1963 года в Зеленодольском, с 12 января 1965 года в Высокогорском районах.
В 1931 году в деревне организован колхоз «Кызыл Октябрь», с 1995 года сельскохозяйственный производственный кооператив им. Ленина. С 2011 года в составе общества с ограниченной ответственностью «Татмелиорация – Агро».

## Население
| 1782 | 1859 | 1897 | 1908 | 1920 | 1926 | 1938 | 1949 | 1958 | 1970 | 1989 | 2002 | 2010 | 2017 |
| ---- | ---- | ---- | ---- | ---- | ---- | ---- | ---- | ---- | ---- | ---- | ---- | ---- | ---- |
| 55   | 311  | 416  | 431  | 426  | 480  | 571  | 478  | 366  | 351  | 131  | 110  | 87   | 68   |

Национальный состав села — татары.

## Экономика
Полеводство, животноводство.

## Религия
Мечеть (с 2003 года).